# Love of the Common People
Love of the Common People è un brano scritto e composto da John Hurley e Ronnie Wilkins. Le versioni più famose sono quelle del gruppo soul The Winstons, di John Denver e dei cantanti Nicky Thomas e Paul Young.

## Significato del testo
Nel testo è narrata una triste storia di povertà e disoccupazione. Una famiglia è in precarie condizioni economiche e vive in povertà: viene esaltato l'amore e la fede delle "persone comuni", e vi è un invito ad avere fiducia nei propri sogni, per quanto sembrino irraggiungibili. Anche se Wilkins e Hurley non l'hanno espressamente detto nei testi, la canzone è anche una protesta su ciò che hanno visto come il fallimento del governo americano di fare di più per i poveri ed i disoccupati.

## Versione di Nicky Thomas
Nicky Thomas registrò una versione reggae della canzone nel 1970, prodotta da Joe Gibbs; vendette oltre 175 000 copie in Inghilterra e raggiunse la posizione numero 9 nella Official Singles Chart Fu l'unico grande successo di Thomas e, secondo Steve Leggett di AllMusic, "in pratica definisce il termine reggae pop".

## Versione di Paul Young
Nel 1982 Paul Young realizzò una sua interpretazione di Love of the Common People come singolo ma, inizialmente, non entrò nemmeno nella chart. Fu solo quando Paul Young ebbe il suo primo successo nel 1983 con Wherever I Lay My Hat (That's My Home) che il singolo fu ripubblicato e raggiunse la fama. Love of the Common People raggiunse la seconda posizione nel Regno Unito, ed il primo posto in Italia, in Irlanda e nei Paesi Bassi. Questa versione contiene anche un assolo del trombonista ska e reggae Rico Rodriguez.

### Classifiche

#### Classifiche settimanali
| Classifica (1983/84) | Posizione massima |
| -------------------- | ----------------- |
| Australia            | 8                 |
| Austria              | 3                 |
| Belgio (Fiandre)     | 1                 |
| Francia              | 24                |
| Germania             | 5                 |
| Irlanda              | 1                 |
| Italia               | 1                 |
| Nuova Zelanda        | 10                |
| Paesi Bassi          | 1                 |
| Regno Unito          | 2                 |
| Stati Uniti          | 45                |
| Sudafrica            | 8                 |
| Svizzera             | 3                 |

#### Classifiche di fine anno
| Classifica (1983) | Posizione |
| ----------------- | --------- |
| Regno Unito       | 15        |
| Classifica (1984) | Posizione |
| Austria           | 13        |
| Belgio (Fiandre)  | 8         |
| Germania          | 34        |
| Italia            | 5         |
| Paesi Bassi       | 10        |

## Altre cover
La canzone è stata registrata anche da altri artisti: Waylon Jennings nell'omonimo album (1967), Pat Boone in Look Ahead (1968), Lynn Anderson in Promises, Promises (1968), Leonard Nimoy in Two Sides of Leonard Nimoy (1968), John Denver in Rhymes & Reasons (1969), The Everly Brothers, Joe Dolan, Elton John, Bruce Springsteen (Bruce Springsteen with the Sessions Band: Live in Dublin, 2007) e Stiff Little Fingers in Now Then... (1982), The Winstons (1969), Joe Strummer & the Latino Rockabilly War (Live ad Edimburgo, 1988), Amy Charles (1997), Anti-Nowhere League (League Style, 2017).Martix 2018